# Gerdesits Ferenc (énekes)
Gerdesits Ferenc (Budafok, 1947. október 10.) magyar operaénekes (tenor).

## Élete
Könnyűzenei énekesként kezdte pályáját, 1970-ig a Sámson együttesben, 1972-74 között a Ferm-ben, 1974-76 között a Non Stopban énekelt. 1976 és 1981 között a Honvéd Művészegyüttes tagja volt; komolyabb énektanulmányait 1983-ban kezdte az együttes kariskolájában. 1981-ben csatlakozott a Magyar Állami Operaház társulatához. Rockoperákban, operettekben és egyéb koncerteken is többször vendégszerepelt.
1989-ben jelent meg Ős-Metál című szólólemeze, amin '60-70-es évekbeli klasszikus rockzenei feldolgozások hallhatók angol nyelven (Deep Purple, Led Zeppelin, Uriah Heep stb.)

### Ügynöki tevékenysége
„Tompa” fedőnéven állambiztonsági ügynök volt. 26 évesen, 1973-ban szervezte be Sebestyén Ferenc, a BRFK III/III B osztályának századosa. Titkos megbízottként a jazz- és a rock-színtér figyelése volt a feladata, de megfordult folkzenekarok koncertjein is. Dossziéját csak a rendszerváltást megelőző hónapokban, 1990. január 3-án zárták le. Jelentett a Sebő együttesről is.

## Főbb szerepei
- Nemorino (Donizetti: Szerelmi bájital)
- Oronte (Verdi: A lombardok)
- Alfréd (Verdi: Traviata)
- Augustin Moser (Wagner: A nürnbergi mesterdalnokok)

## Külső hivatkozások
- Gerdesits Ferenc az Operaház honlapján
- Magyar színházművészeti lexikon. Főszerk. Székely György. Budapest: Akadémiai. 1994.  ISBN 963-05-6635-4